# Henri Burda
Pour les articles homonymes, voir Burda.
Henri Burda est un footballeur et entraîneur français d'origine polonaise né le  4 janvier 1926 à Chwalibogovo (Pologne).
Il a principalement évolué comme défenseur au FC Metz de 1948 à  1957.
Il fait ensuite une carrière d'entraîneur durant les années 1960 : il dirige les joueurs du Chamois niortais FC puis de La Berrichonne de Châteauroux.

## Palmarès
- Champion de France de Division 2 en 1960 avec Grenoble